# Peršotravens'k
Peršotravens'k (in ucraino Першотравенськ?; in russo Першотравенск?) è una città dell'Ucraina, nell'oblast' di Dnipropetrovs'k, fino al 1960 si chiamava Šachtërskoe (in russo Шахтёрское?). Nel 2022 aveva una popolazione di circa 27 000 abitanti.